# La Celle (Allier)
La Celle település Franciaországban, Allier megyében. Lakosainak száma 400 fő (2022. január 1.). La Celle Colombier, Commentry, Durdat-Larequille, Hyds, Ronnet, Ars-les-Favets, Buxières-sous-Montaigut, Lapeyrouse és Montaigut-en-Combraille községekkel határos.

## Népesség
A település népességének változása:
| Lakosok száma | 507  | 436  | 405  | 413  | 420  | 415  | 413  | 407  | 405  | 400  |
|               | 1968 | 1982 | 1990 | 2006 | 2013 | 2015 | 2017 | 2019 | 2020 | 2022 |